# Mautam

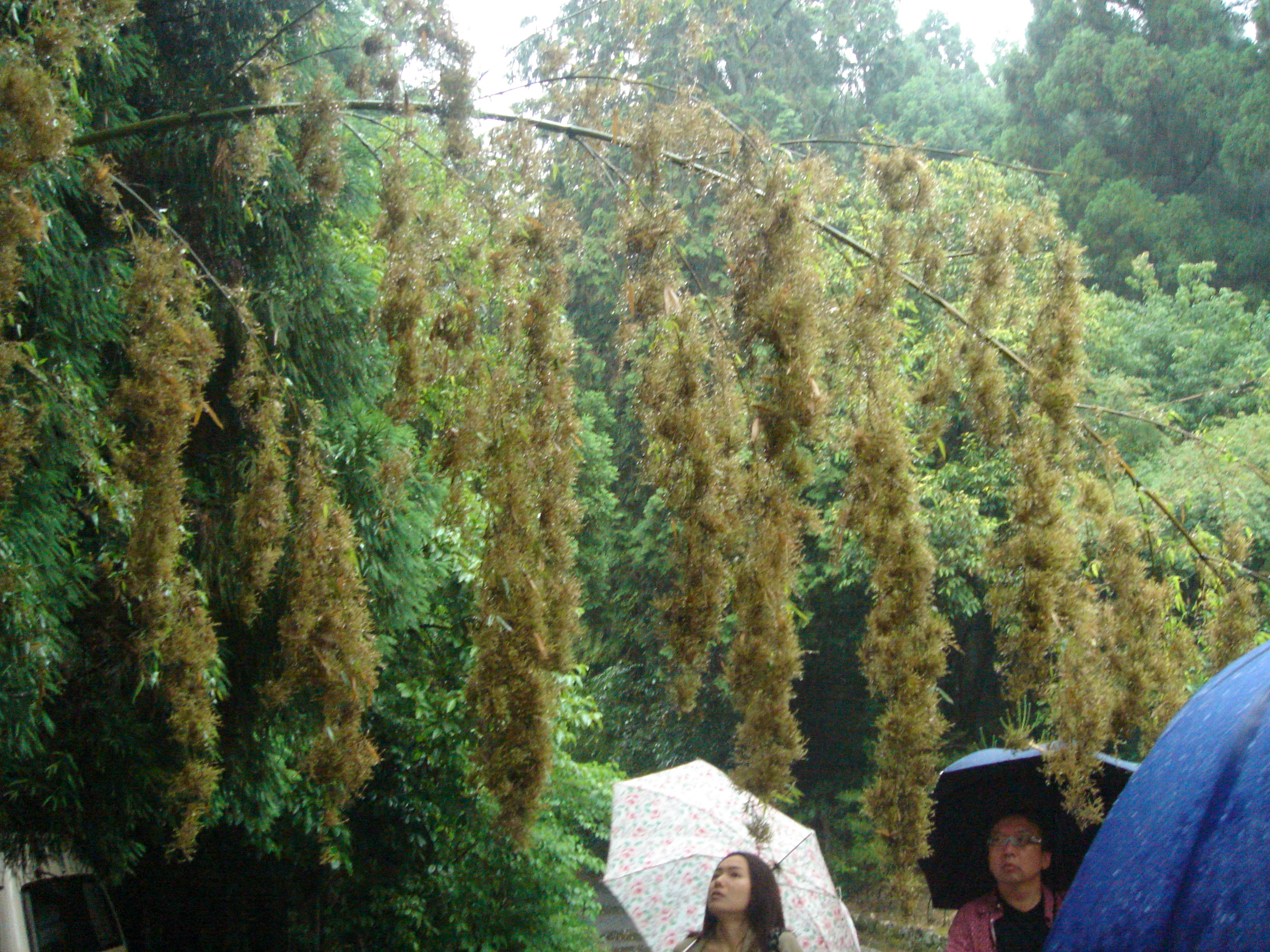
Floración del bambú.

Mautam (término de origen mizo) es el nombre dado a un fenómeno ecológico cíclico que ocurre cada 48 años, en el estado de Mizoram al noreste de la India, el cual tiene 31% de su territorio cubierto por bosques de bambú, predominando la especie Melocanna baccifera que contribuye con un 95% del bosque de bambú. Durante este periodo, el Melocanna baccifera, una especie de bambú común en el estado florece, derivando en una plaga de ratas bandicota cuyas acciones causan una devastadora hambruna. El acontecimiento más reciente ocurrió en mayo de 2006, y varios esfuerzos se llevaron a cabo por el gobierno estatal y el ejército indio para prevenir la hambruna. En el pasado, las hambrunas causadas por este fenómeno natural han contribuido a moldear la historia política de la región.

## Mecanismo
Después de florecer, el bambú muere y se regenera a partir de sus semillas. Los roedores se alimentan de estas semillas las cuales se encuentran en abundancia, que como consecuencia indirecta causa un incremento dramático de su población. Se piensa que la acción de las ratas es un mecanismo de control ecológico. Los roedores se alimentan de las semillas de caña de bambú que florecen fuera del ciclo, lo que refuerza el ritmo de esta versión desmedida de un año con marcada variación interanual en la producción de semillas (conocido en inglés como mast year). Algunos expertos creen que la flor tiene un efecto positivo en la fertilidad de los roedores así como en el incremento en la cantidad de desechos de estos. Todas las explicaciones disponibles indican que el incremento en la población de ratas ocurre como un efecto derivado de la floración del bambú.
Sin embargo, una vez que las ratas consumen el exceso de alimento éstas dirigen su atención a los campos de cultivo. Existen testimonios desde el Raj Británico que indican que Mizoram padeció de hambruna en 1862 y en 1911, después de que la región presenció similares floraciones de bambú. En ambos casos, los datos sugieren que la floración del bambú derivó en un incremento de la población local de ratas. Esto causó ataques en graneros y destrucción de arrozales, y una consecutiva hambruna de un año de duración.
El mautam de 1958-1959 resultó en la muerte de al menos un centenar de personas, aparte de considerables pérdidas materiales y cosechas. Algunos pobladores ancianos al recordar este evento comentan que el gobierno de Assam, que en ese entonces gobernaba el actual estado de Mizoram, desechó sus advertencias basadas en viejas tradiciones al considerarlas supersticiosas. Se ha estimado que alrededor de dos millones de ratas fueron sacrificadas y recolectadas por la gente, al haberse decretado un botín de 40 paisa por cabeza (aproximadamente 1¢ USD de acuerdo la tasa de cambio actual). A pesar de haber notado el incremento en la población de roedores, el gobierno tuvo acciones muy limitadas para evitar una hambruna.
Esta negligencia llevó a la fundación del Frente Nacional Mizo contra la Hambruna, creado para llevar ayuda a aquellas regiones remotas; el frente después tomó el nombre de Frente Nacional Mizo, el cual fue dirigido por el primer ministro de Mizoram, Pu Laldenga, quien habría de llevar una lucha separatista por veinte años en contra del ejército indio hasta 1986, año en que se firma un acuerdo que garantizaba la autonomía de Mizoram como un estado aparte.
El gobierno del primer ministro de Mizoram Pu Zoramthanga tomó medidas cautelares dos años antes para el mautam de 2006. Sin embargo, en junio de 2006, el ejército indio entró en acción como medida de emergencia para asistir a la administración estatal para llegar a áreas remotas. La administración estatal tomó medidas como la siembra de diferentes productos agrícolas para el cultivo local y la instrucción en control de plagas por el ejército. Se promovió el uso del cultivo de cúrcuma y jengibre con el propósito de servir como un seguro contra las variaciones en el poder de compra, y debido también a que las especies aromáticas repelen los ataques de roedores.